# Ministerium für Volksbildung (DDR)

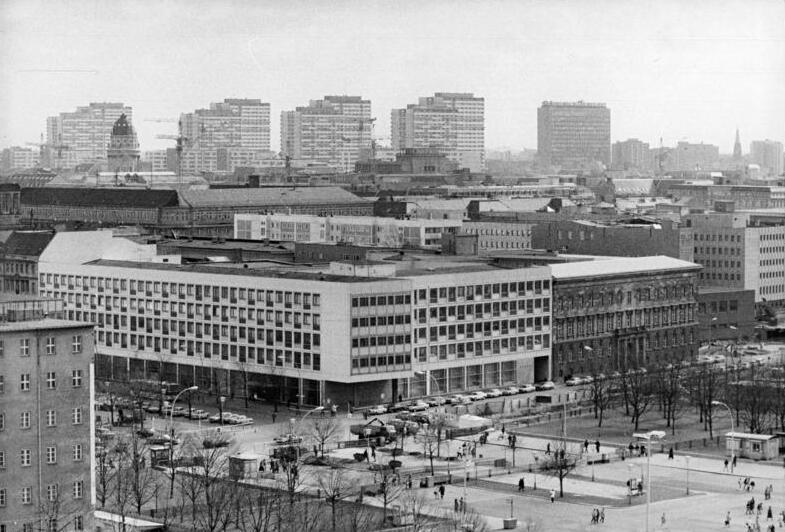
Blick vom Reichstag auf das Ministerium für Volksbildung (1990)

Das Ministerium für Volksbildung der DDR (1989/1990 Ministerium für Bildung und Jugend, 1990 Ministerium für Bildung und Wissenschaft) war die oberste Behörde für die Schulverwaltung und Jugendfürsorge sowie zugleich Aufsichtsbehörde für ihr unterstellte Einrichtungen wie die Akademie der Pädagogischen Wissenschaften der DDR, die Jugendwerkhöfe oder den Verlag Volk und Wissen. Als solches spielte es die zentrale Rolle im Bildungssystem der DDR. Untergebracht war das Ministerium zunächst im Erweiterungsbau des preußischen Kultusministeriums an der Wilhelmstraße; ab 1965 hatte es in einem benachbarten Neubau mit der Adresse Unter den Linden 69–73 seinen Sitz, dem heutigen Matthias-Erzberger-Haus.

## Gründung, Aufbau und Aufgaben
Die Gründung des Ministeriums für Volksbildung als Nachfolgebehörde der Deutschen Zentralverwaltung für Volksbildung war nach den Ergebnissen der aktuellen DDR-Forschung ein komplexer Vorgang. Der Bildungshistoriker Alexander-Martin Sardina hat die Akten der Sowjetischen Militäradministration in Deutschland und des Ministeriums für Volksbildung im Bundesarchiv analysiert und formuliert dazu in seiner Dissertation:

„Das Ministerium für Volksbildung entstand nicht automatisch mit der Staatsgründung am 7. Oktober 1949, sondern wurde durch die Regierung des neuen Staates geschaffen, die selbst zunächst gebildet werden musste. Zur Vorbereitung der Gründung des »Ministeriums für Volksbildung« (vgl. DR2/4146) wurden darum im vierten Quartal 1949 schrittweise die Kompetenzen von der SMAD/SKK an die »Provisorische Regierung der DDR« übertragen (Zu den einzelnen Daten und Etappen der Machtübergabe siehe Fußnote 849). Vom 14. Oktober 1949 (erste Kabinettssitzung der »Provisorischen Regierung der DDR« [DC20–I/3/1]) bis zum 15. Dezember 1949 (neunte Kabinettssitzung [ebenda]) wurden alle bisher geltenden Befehle der SMAD mit Bezug zur Volksbildung durch Zuarbeit der in diesen Wochen weiterhin tätigen DZVV (aufgelöst zum 31. Dezember 1949) in »Verordnungen und Beschlüsse der Provisorischen Regierung der DDR« umgewandelt. Das »Ministerium für Volksbildung« nahm danach zum 1. Januar 1950 seine Arbeit auf. Nach den ersten Wahlen in der DDR am 15. Oktober 1950 konstituierte sich am 7. November 1950 der »Ministerrat« und löste damit die dreizehn Monate bestehende »Provisorische Regierung der DDR« ab. Die erste Sitzung des Ministerrats fand am 15. November 1950 [DC20–I/3/36] statt. – Die beiden Sachakten, die diesen Monate dauernden Umwandlungsprozess (fragmentarisch) dokumentieren, sind im Archivalienkorpus des Ministeriums für Volksbildung erhalten geblieben (DR2/689; DR2/1147) und werden inhaltlich ergänzt durch die archivierten Nachlässe von Paul Wandel (NY4542; nach dem Geschäftsverteilungsplan in Art. 2 des »Gesetzes über die Provisorische Regierung der Deutschen Demokratischen Republik« ab dem 7. Oktober 1949 erster »Minister für Volksbildung«) und Alfred Lemmnitz (NY4288; 1958–1963 »Minister für Volksbildung«), die Erinnerungen an die Abläufe in dieser Phase enthalten. Die bislang unveröffentlichten Ausführungen des Justiziars (1948–1972) Horst Krahn (* 1907, Todestag unbekannt; siehe Fußnoten 543 und 853) zur Geschichte des Ministeriums für Volksbildung befinden sich als ungekürzter Volltext im Anhang dieser Forschungsarbeit (siehe Seite 558).“

Das Ministerium war zuständig für die Organisation der Volksbildung in der DDR. Dazu gehörten die Vorschulerziehung mit den Kindergärten (ab 3 Jahre), das allgemeinbildende Schulwesen, die sonstige schulische und außerschulische Bildung und Erziehung sowie die Jugendhilfe und Heimerziehung.
Zusammen mit der Akademie der pädagogischen Wissenschaften legte es die Lernziele und -inhalte fest und war zuständig für die Erarbeitung von Lehrplänen und Lehrmaterialien. Dem Ministerium unterstand die Organisation und Planung der pädagogischen Wissenschaften mit Ausnahme der Berufsbildung und der Fach- und Hochschulen. Es formulierte außerdem die Ziele und Inhalte der Aus- und Fortbildung der Pädagogen. Das Ministerium für Volksbildung übte die Dienst- und Fachaufsicht über die pädagogischen Hochschulen aus.
Die Aufgabe des Ministeriums war es, eine einheitliche sozialistische Bildung und Erziehung zur sozialistischen Persönlichkeit zu organisieren und zu gewährleisten. Daher kontrollierte das Ministerium im Bereich der Berufsausbildung auch die Einhaltung der Vorgaben der allgemeinen Schulpolitik.
In der Ära von Margot Honecker war das Ministerium ein Sonderfall: Anders als bei allen anderen Ministerien war die Ministerin nicht dem zuständigen ZK-Sekretär Kurt Hager verantwortlich.

## Minister
- Paul Wandel 1949–1952
- Elisabeth Zaisser 1952–1954
- Hans-Joachim Laabs 18. März 1954 – 18. November 1954
- Fritz Lange 1954–1958
- Alfred Lemmnitz 1958–1963
- Margot Honecker 1963–1989
- Günther Fuchs 1989 (amtierender Minister)
- Hans-Heinz Emons 1989–1990
- Hans Joachim Meyer 1990